# ハムスターの息子に産まれて良かった
ハムスターの息子に産まれて良かった（ハムスターのむすこにうまれてよかった、1998年10月30日 - ）は、日本の女性芸術家。ニックネームは筆名を略した「ハ息子」（ハムスコ）。出身地未公表。大阪成蹊大学卒業。

## 略歴
中学2年生の時に絵を描き始め、絵にして吐き出すことで心身を整理を行う。SNSで作品を発表している。
2016年に、e.f.t展「未経験」に初出展。以降、自身がイベントリーダーも担ったe.f.t展「新感覚ストア」を軸に、現代美術ヤミ市（2018年）、西東京市・art spase ZERO「kitchen展」（2019年）など現代芸術系の展覧会に出展。
同年には友達を作りたいという動機から講談社「ミスiD2020」に応募し、ファイナリストに選出される。。11月23日、ミスiD2020準グランプリを受賞。「（上京して）美術をやって作品を発表して行きたい」と夢を語った。

## 人物
身長155cm。落ち着くと思う場所は、トイレ（個室が多い、便座が適温、音姫がある、清潔な場所に限る）
好きな言葉は【ポメラニアン多頭飼い】。
個性的な筆名は中学生時代に意味なく発した言葉が由来。
絵画においては多くの作品で人形を実際に並べ取り込み一度、デジタル作画し、改めてアナログ作画（アクリル画、油彩）に起こす描画作業をしている。

## 出演

### テレビ
- ブレイク前夜 ～次世代の芸術家たち～（2020年3月31日、BSフジ）[12]